# 水天宮 (久留米市)
水天宮（すいてんぐう）は、福岡県久留米市にある神社。全国にある水天宮の総本宮。旧社格は県社。神社本庁の別表神社。
天御中主神・安徳天皇・高倉平中宮（建礼門院、平徳子）・二位の尼（平時子）を祀る。

## 祭神
寛文10年（1670年）に久留米藩が寺社の由緒を調査した際に提出された書上によれば、尼御前社と呼ばれていた時代の祭神は尼御前大明神・左荒五郎大明神・右安坊大明神の三神であったという。尼御前大明神は千年川（筑後川）の水神、荒五郎はその荒御魂となる牛馬守護の水神、安坊とは和御魂となる安徳天皇を指す。また、河伯水神の信仰もあったことから、旧来の水天宮は筑後川水系の水神を祀る民間信仰の社であったと考えられる。
現在の祭神
- 天御中主神
- 安徳天皇
- 高倉平中宮（建礼門院、平徳子）
- 二位の尼（平時子）

## 歴史
社伝によれば、寿永4年（1185年）、高倉平中宮に仕え壇ノ浦の戦いで生き延びた按察使局伊勢が千歳川（現 筑後川）のほとりの鷺野ヶ原に逃れて来て、建久年間（1190年 - 1199年）に安徳天皇と平家一門の霊を祀る祠を建てたのに始まる。伊勢は剃髪して名を千代と改め、里々に請われて加持祈祷を行ったことから、当初は尼御前大明神、尼御前神社、尼御前宮などと呼ばれた。そのころ、中納言平知盛の次男平知時の子右忠が肥後国から千代を訪れ、その後嗣とした。これが現在まで続く社家・真木家の祖先である。幕末の志士である真木保臣（真木和泉守）は第22代宮司であり、境内社・真木神社に祀られている。
慶長年間に久留米市新町に遷り、慶安3年（1650年）、久留米藩第2代藩主有馬忠頼によって現在地に社殿が整えられ遷座したのが現在総本宮である久留米水天宮である。その後も歴代藩主により崇敬されたが、特に第9代藩主頼徳は、文政元年（1818年）に久留米藩江戸屋敷に分霊を勧請し、その後明治5年に現在の東京水天宮にご遷座された。明治元年（1868年）には元神明宮に分霊され相殿に祀られる。

## 境内

### 施設
- 社殿

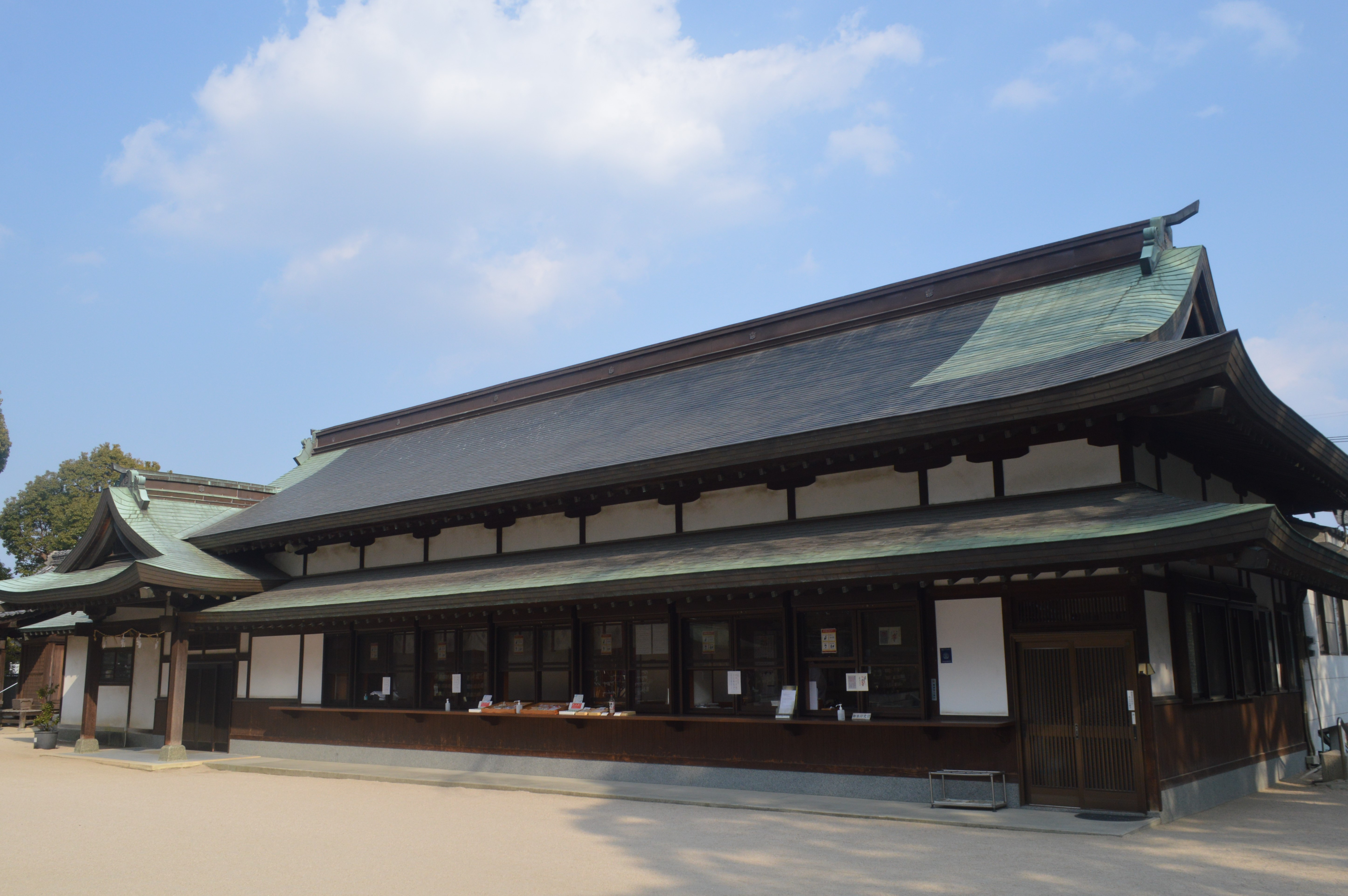
真木和泉守記念館
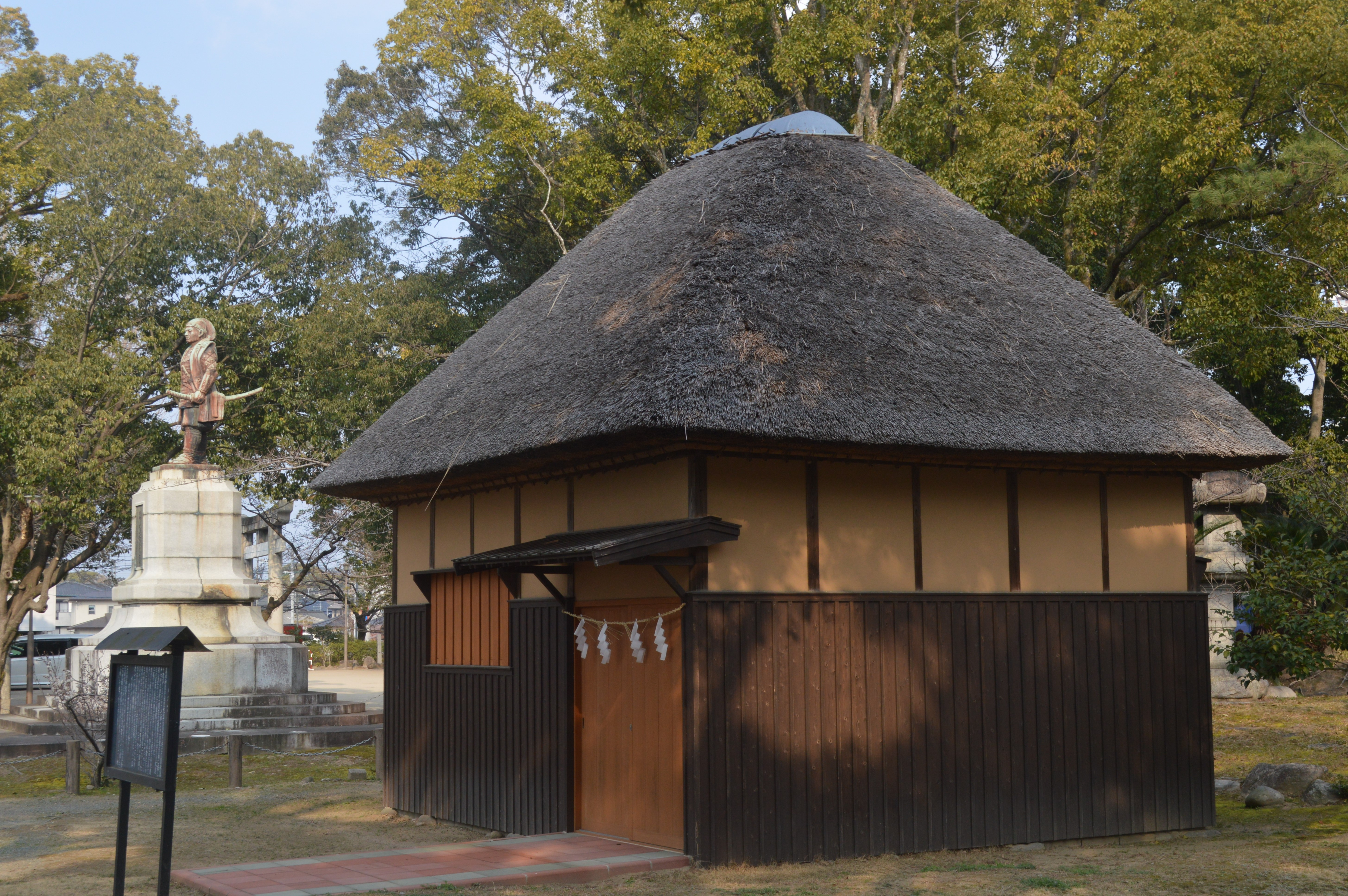
古民家 - 真木神社に隣接。真木保臣によって尊皇・倒幕の策源地となった山梔窩（さんしか）を模している[4]。
- 真木和泉守の銅像 - 1915年（大正4年）建立[4]。太平洋戦争中に供出されたが、1968年（昭和43年）には没後100年を記念して再建された[4]。
- 高浜虚子の句碑
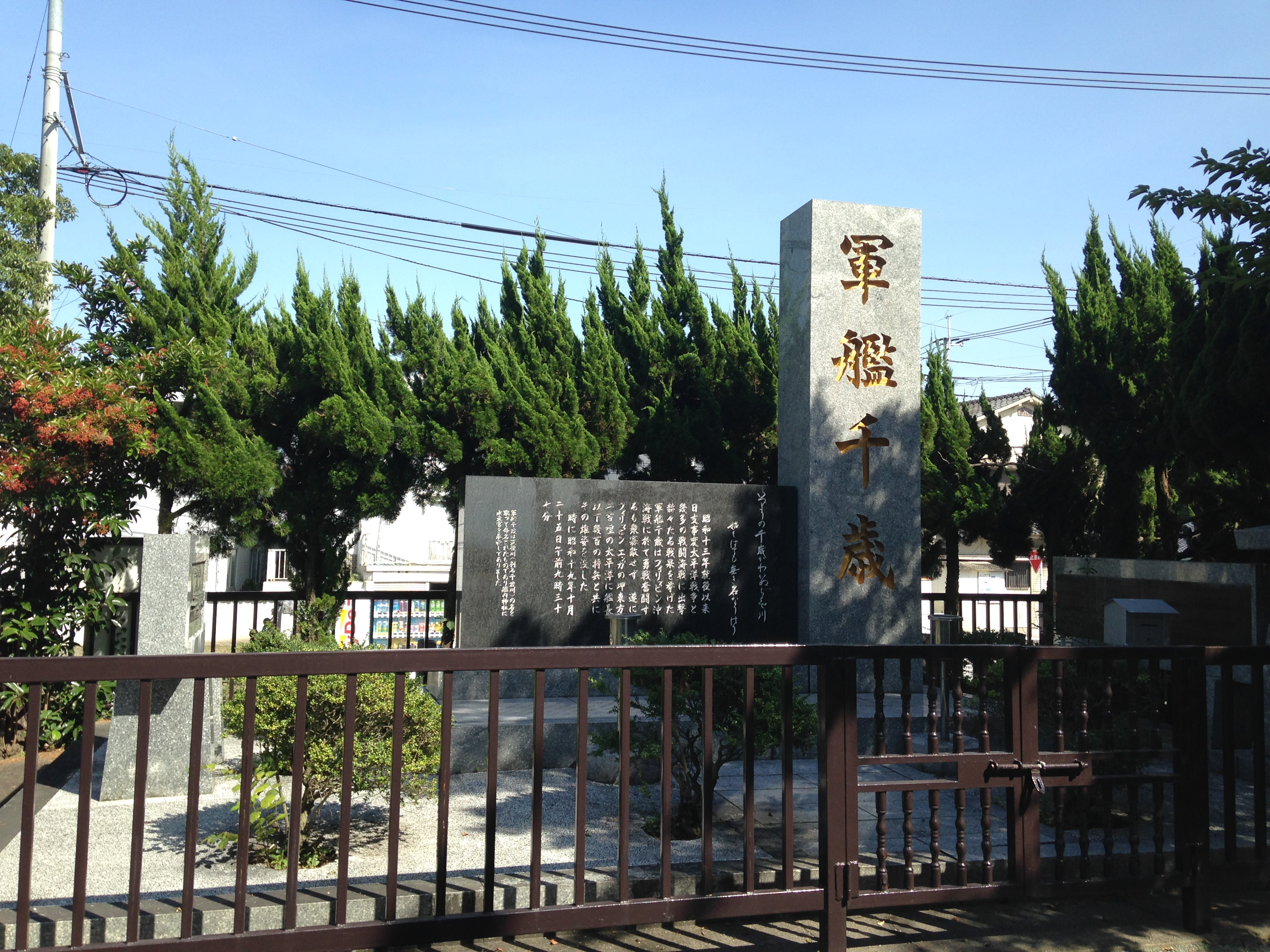
軍艦千歳慰霊碑
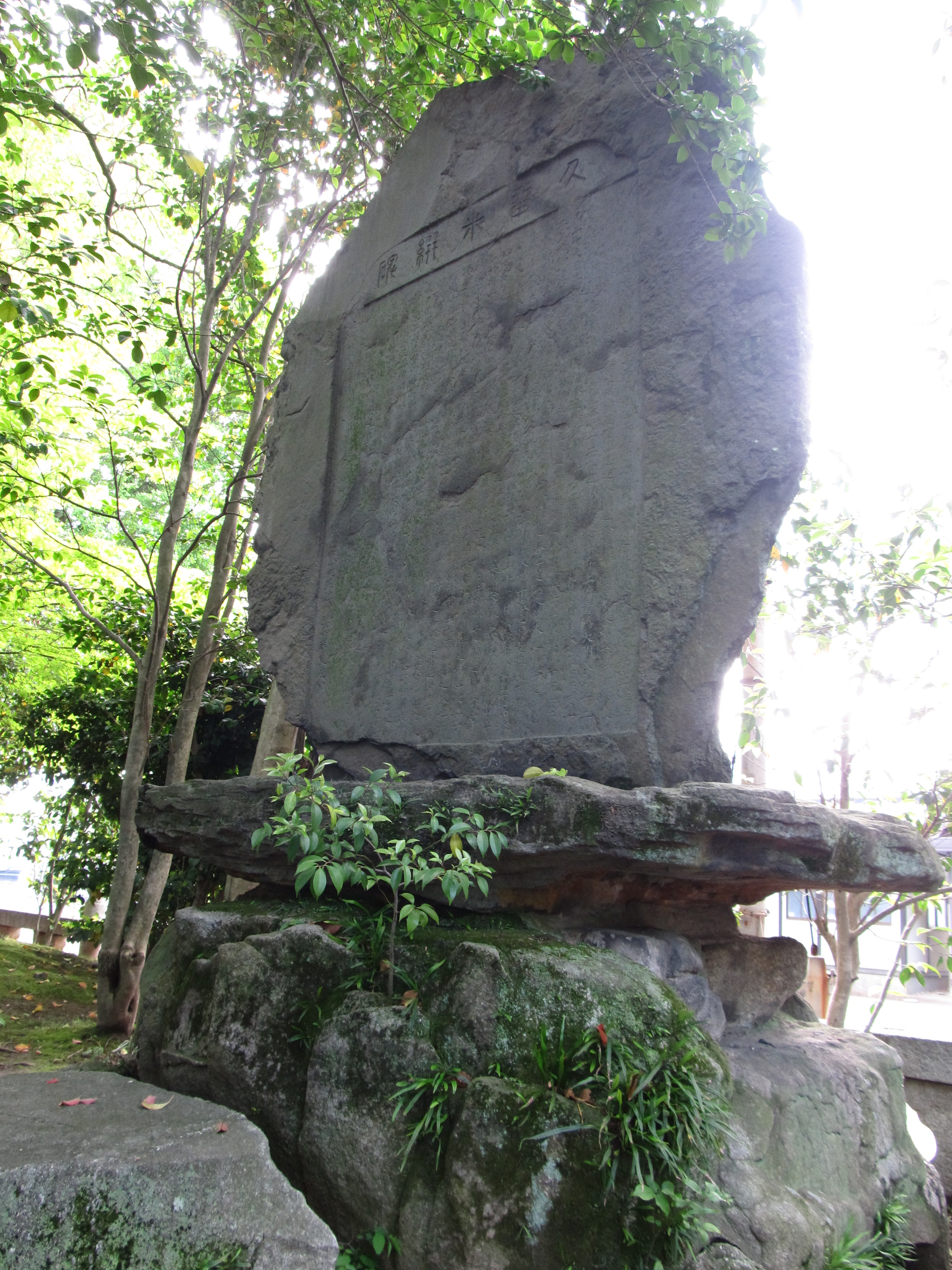
久留米絣碑

- 真木和泉守記念館
- 山梔窩を模した古民家
- 軍艦千歳慰霊碑
- 久留米絣碑

### 境内外社
- 真木神社 - 水天宮の第22代宮司でもあった真木和泉守こと真木保臣などが祀られている[4]。
- 千代松神社
- 秋葉神社
- 水神社 - 肥前狛犬が鎮座している。

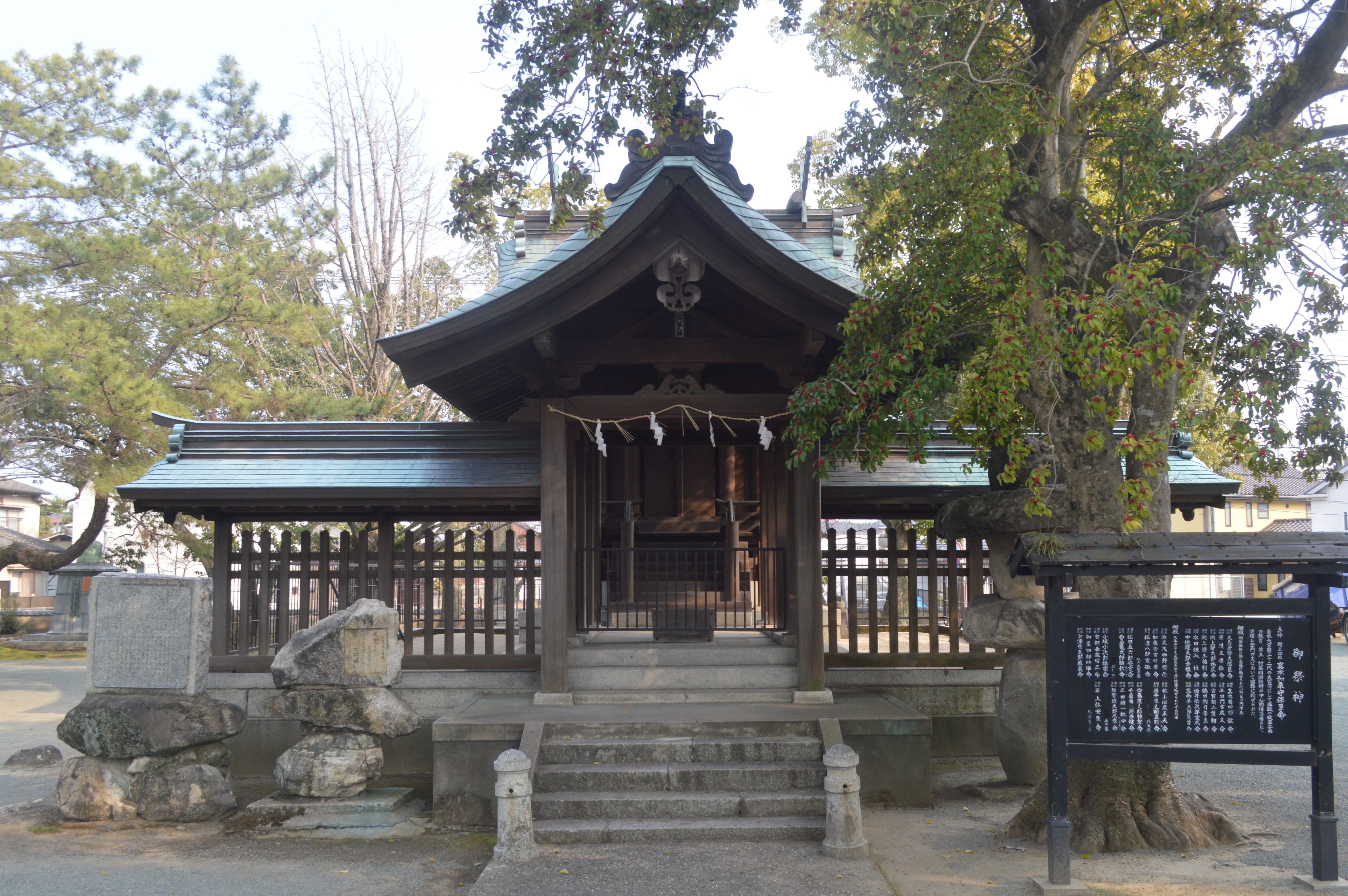
真木神社
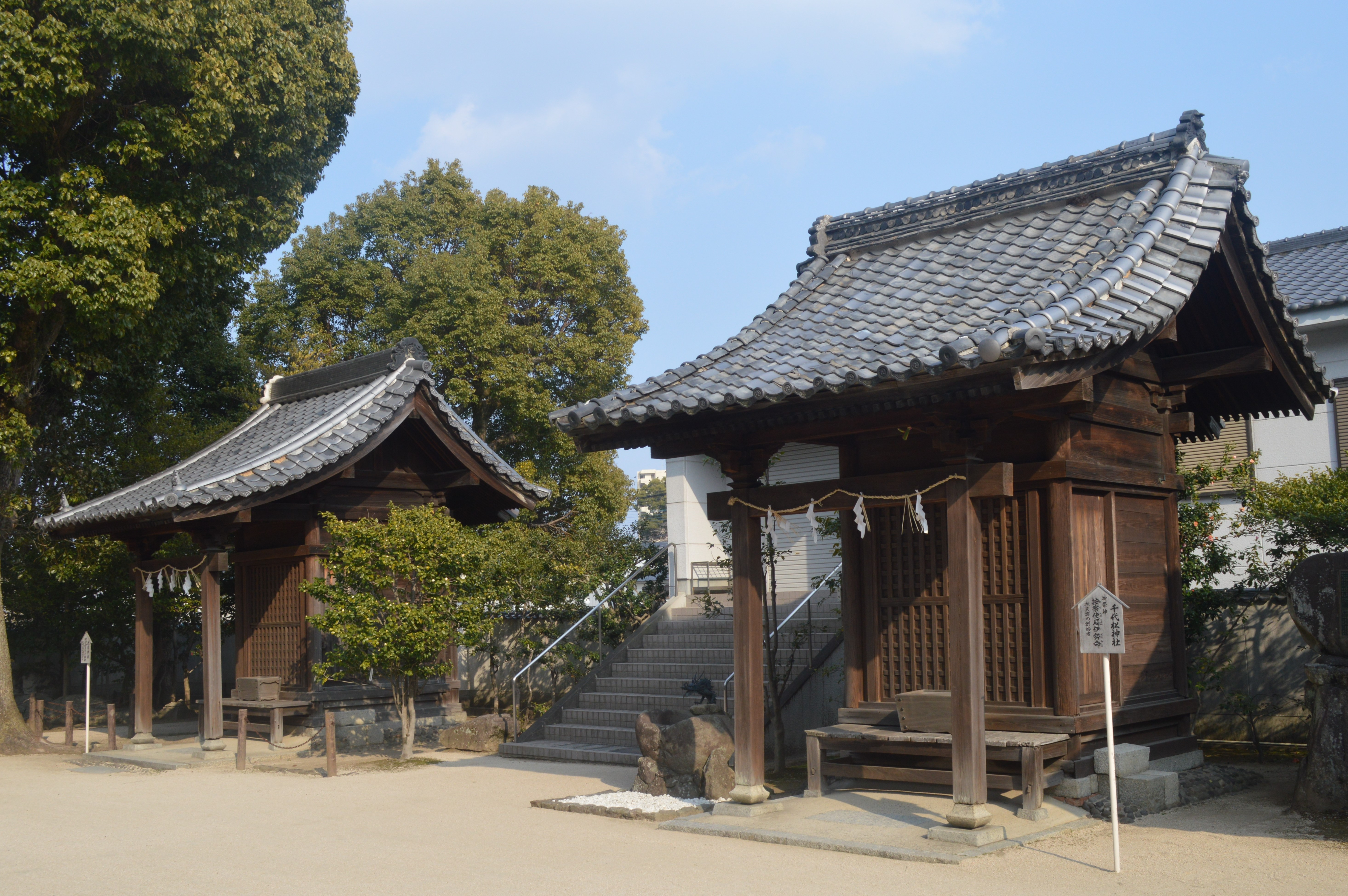
秋葉神社（左奥）と千代松神社（右）
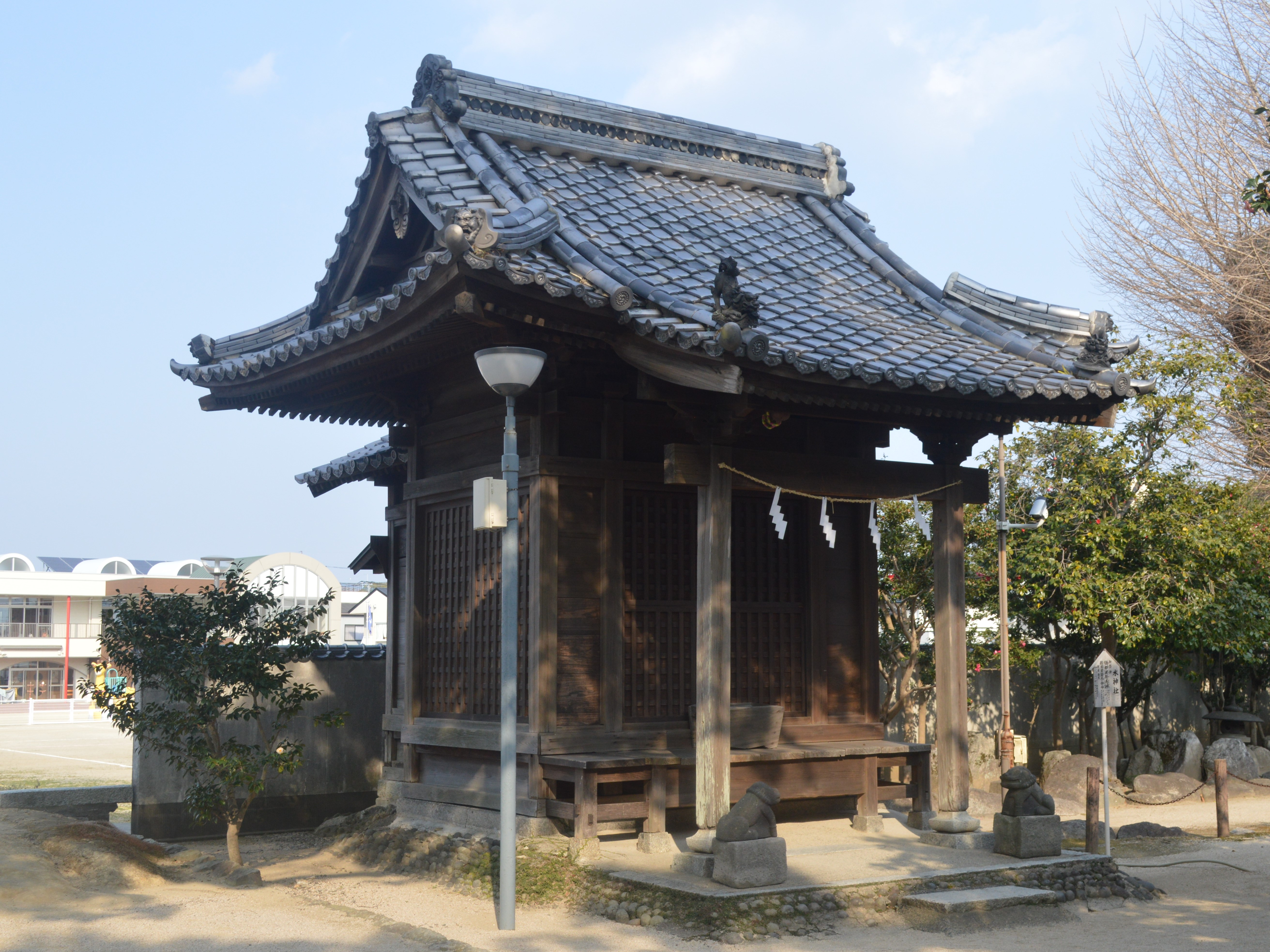
水神社
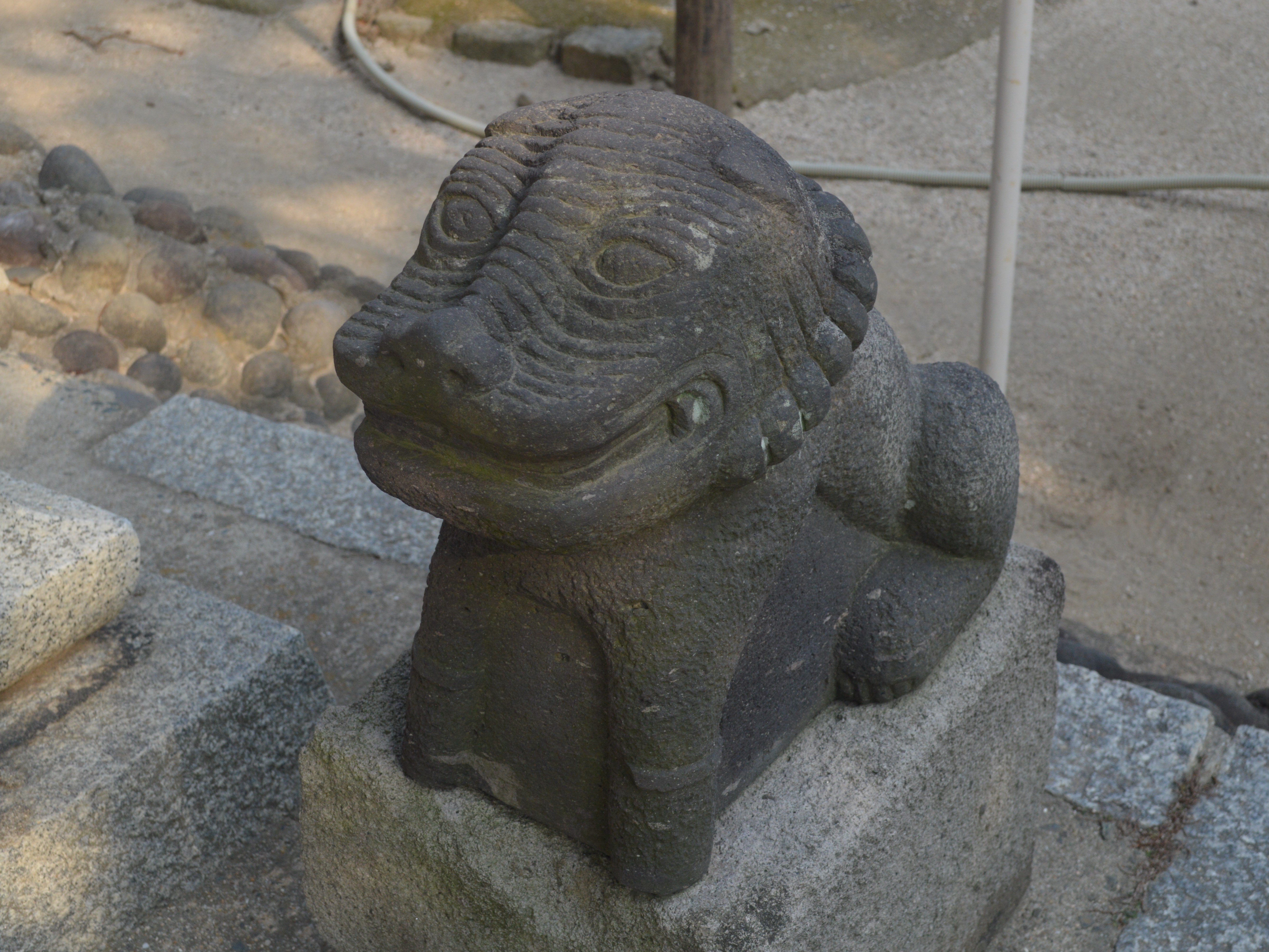
水神社の肥前狛犬

## 祭事
- 5月3日から7日 - 春大祭
- 7月21日 - 真木神社例祭
- 8月5日 - 筑後川花火大会
- 8月5日から7日 - 夏大祭

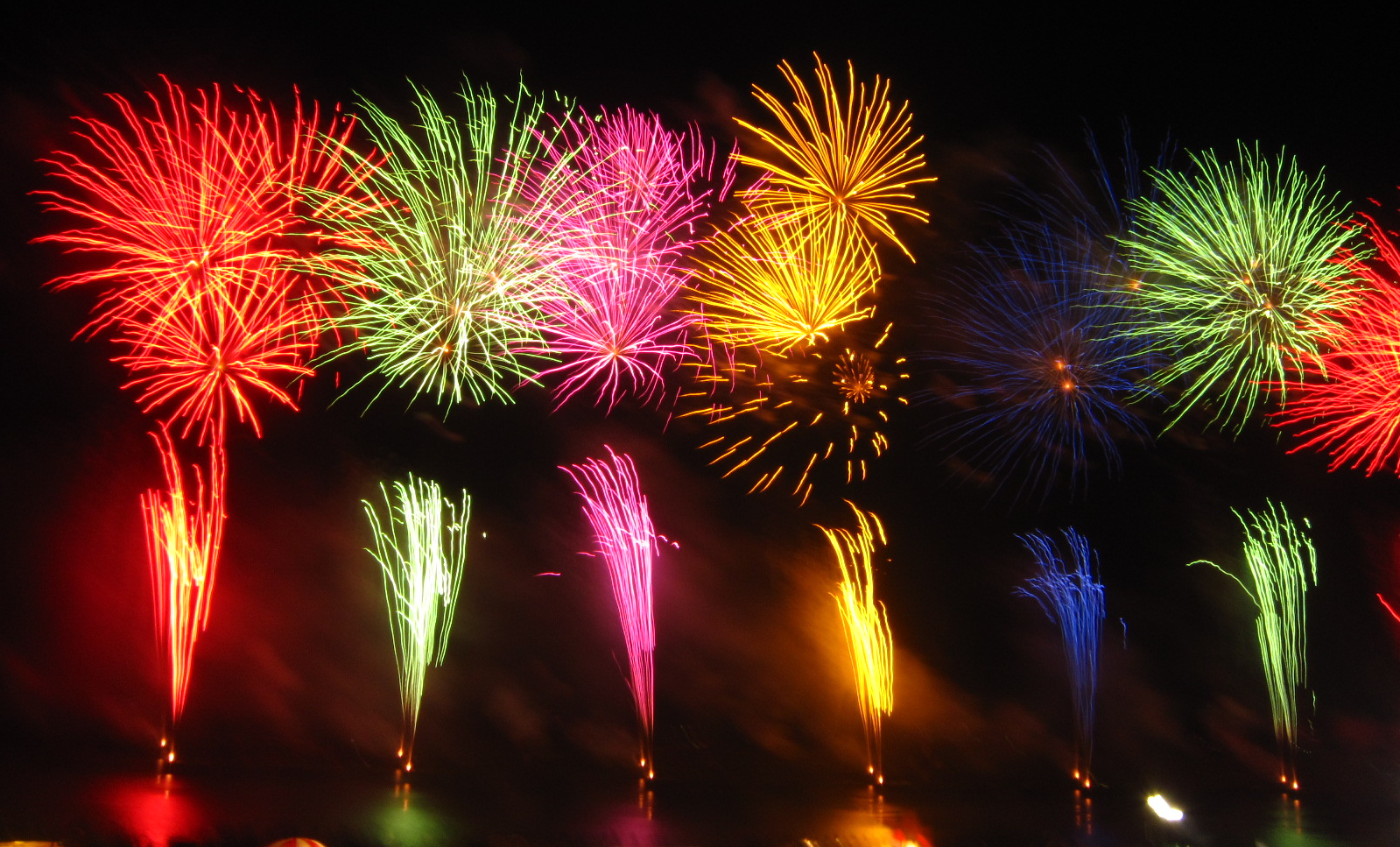
筑後川花火大会

水天宮の例大祭は5月5日であり、縁日は毎月5日である。これについて当社では例大祭が5月5日であることから毎月の5日が縁日となったとしているが、東京水天宮では逆に毎月の5日が縁日であることから例大祭が5月5日となったとしている。

## 交通アクセス
- 九州旅客鉄道久留米駅より徒歩7分または後述の路線バスに乗車。
- JR久留米駅もしくは西鉄久留米駅から西鉄バス40番長門石・目達原・神埼・佐賀方面行きに乗車、梅林寺下車、4分（380m）。
- 九州自動車道久留米インターチェンジから6.8㎞（駐車場有り）

## 周辺情報
- 梅林寺
- 坂本繁二郎生家
- 青木繁旧居
- 筑後川

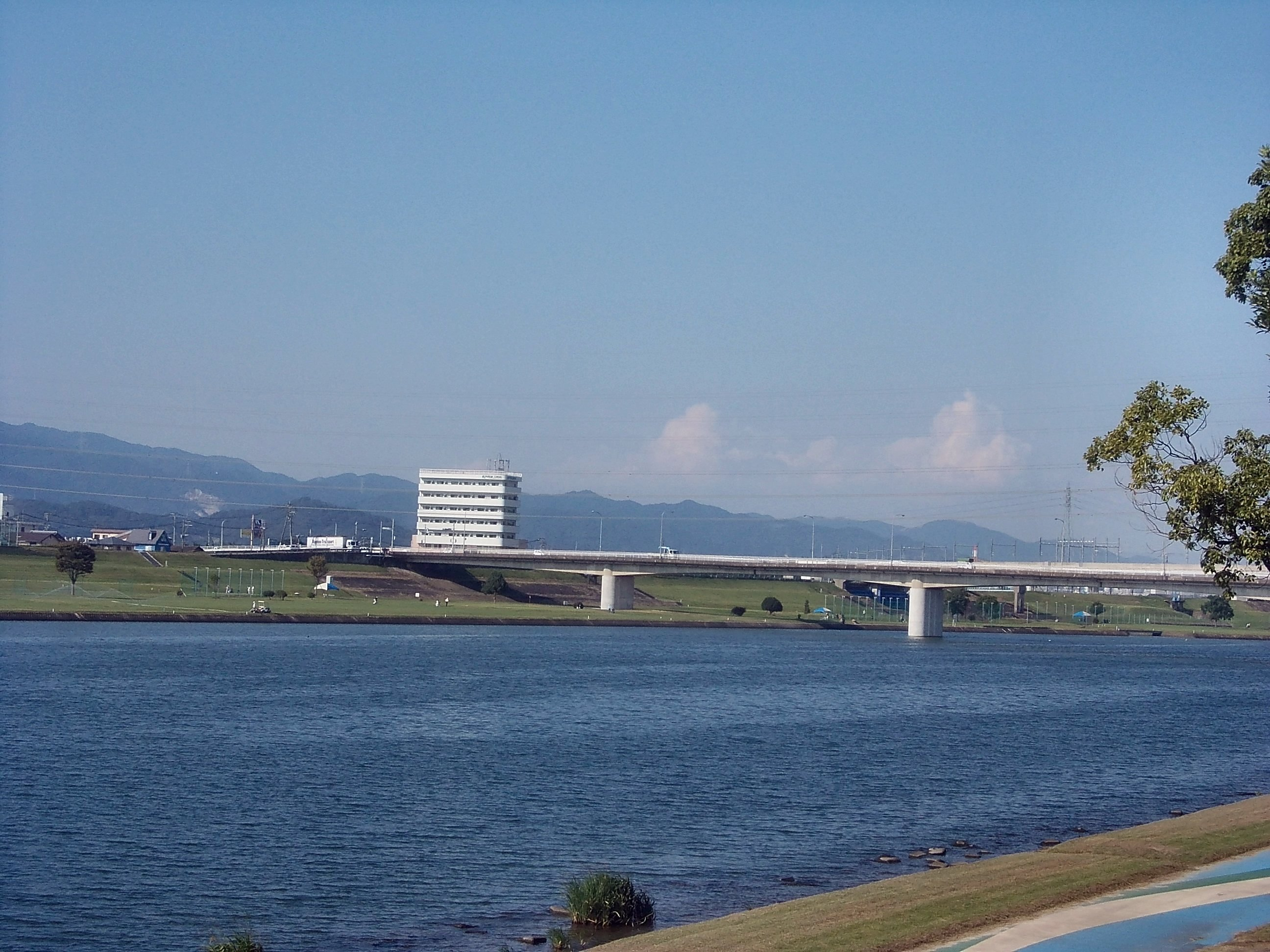
水天宮そばを流れる筑後川

- JR久留米駅 - 西口は「水天宮口」と呼ばれている。

## 関連図書
- 安津素彦・梅田義彦編集兼監修者『神道辞典』神社新報社、1968年、33頁
- 白井永二・土岐昌訓編集『神社辞典』東京堂出版、1979年、180-181頁